# Crank That (singel Soulja Boya)
Crank That jest debiutanckim singlem rapera Soulja Boya wydanym we wrześniu 2007 roku. Na klipie do utworu wystąpili tacy artyści jak: Bow Wow, Omarion, DJ Unk, Baby D, Arab Jibbs i Rich Boy. Utwór zadebiutował na 1. miejscu listy Billboard Hot 100 oraz w magazynie Rolling Stone na 24. miejscu 100 najlepszych utworów 2007 roku.